# 29246 Clausius
29246 Clausius este un asteroid din centura principală de asteroizi.

## Descriere
29246 Clausius este un asteroid din centura principală de asteroizi. A fost descoperit pe 2 septembrie 1992 la Tautenburg de Freimut Börngen și Lutz Dieter Schmadel. Asteroidul prezintă o orbită caracterizată de o semiaxă mare de 2,74 ua, o excentricitate de 0,17 și o înclinație de 8,7° în raport cu ecliptica.